# Frohmühle
Frohmühle (lb. Froumillen) – mała miejscowość (lieu-dit) w południowo-wschodnim Luksemburgu, w kantonie Remich, w gminie Schengen. Do 3 października 2015 miejscowość leżała w dystrykcie Grevenmacher, a do 31 grudnia 2011 należała do gminy Burmerange.  